# Keitele (sjö)

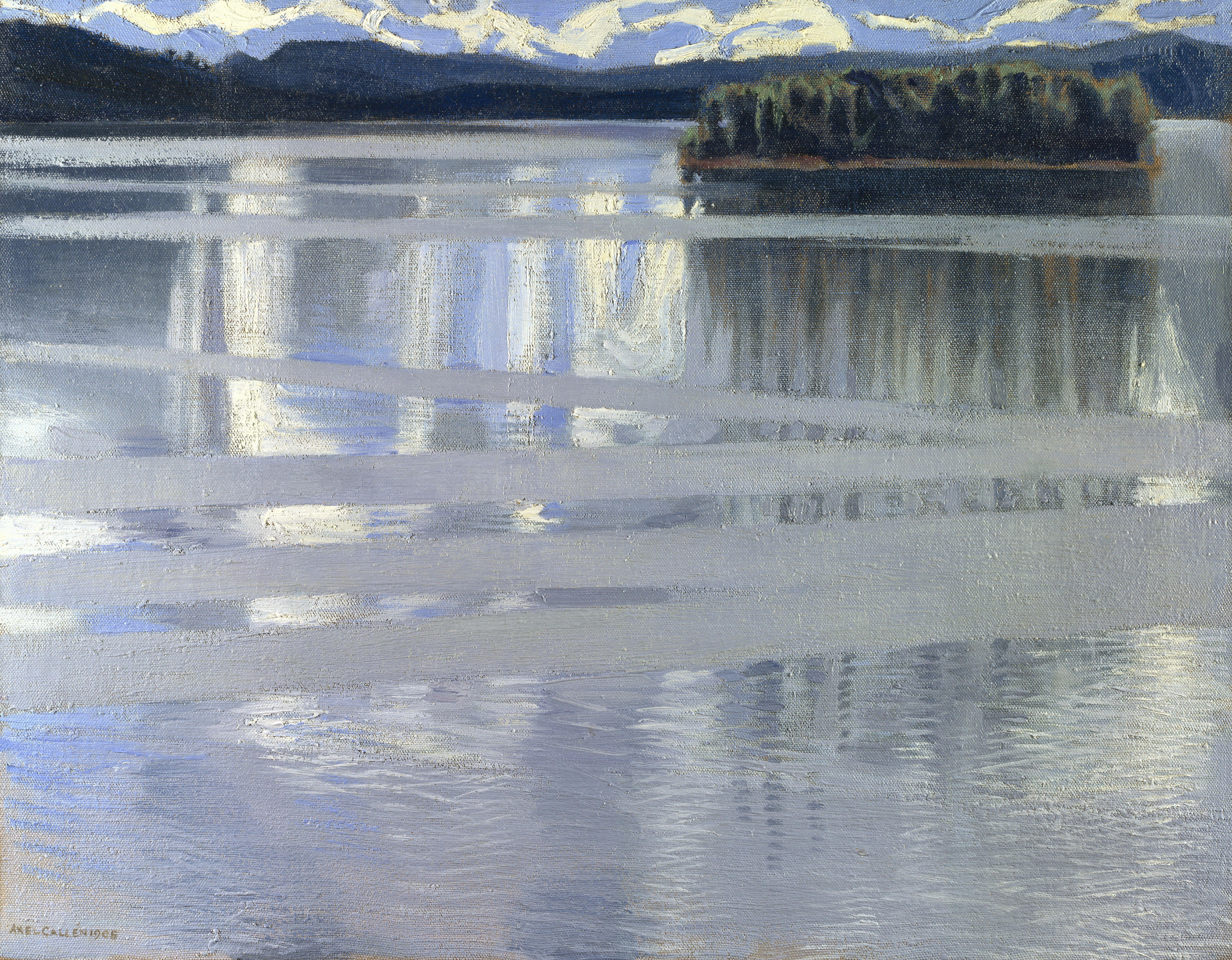
Akseli Gallen-Kallelas målning Sjön Keitele (1905), National Gallery.

Keitele är en sjö i Mellersta Finland. Namnet till trots ligger Keitele kommun inte vid sjön Keitele. Kommunerna kring Keitele är från söder till norr: Suolahti, Äänekoski och Sumiais (från 1.1.2007 sammanslagna till Äänekoski), Konnevesi, Vesanto och Viitasaari .

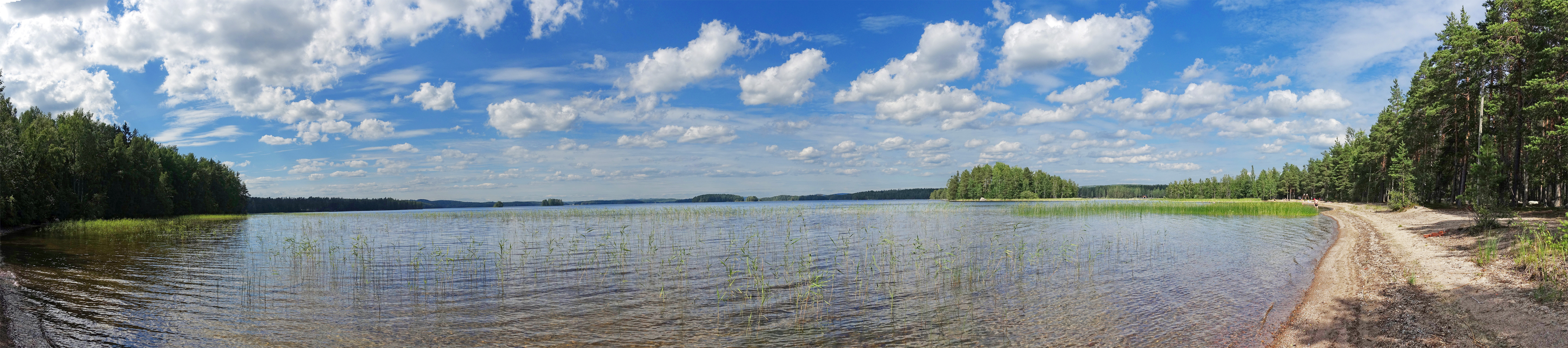

Keitele är Mellersta Finlands landskapssjö.
Sjön är tredelad. Ala-Keitele (längst i söder, 87,02 km²) binds samman med Keski-Keitele (centralsjön, 327,38 km²) genom sundet Matilanvirta. Ylä-Keitele (i norr, 79,19 km²) binds samman med centralsjön genom sunden Hännilänsalmi, Kivisalmi, Miekkasalmi och Haapasalmi. Den totala arean för sjön är cirka 494 km² .

## Tillflöden och avrinning
Keitele är den största sjön i Viitasaaristråten inom Kymmene älvs vattendrag. Till Keitele avrinner vatten främst från två håll, Viitasaari västra respektive östra grenstråtar .

### Ylä-Keitele
Den västra grenen i Viitasaaristråten har sin källa i sjön Kivijärvi. Den avrinner genom sjöarna Vuosjärvi och Muuruejärvi till Ylä-Keitele. Vattnet från Ylä-Keitele avrinner till Keski-Keitele. Ylä-Keitele är ett Natura 2000-naturområde.

### Keski-Keitele
Den östra grenen har sin källa i sjön Muurasjärvi. Den avrinner genom sjöarna Alvajärvi och Kolima till Keski-Keitele.

### Ala-Keitele
Keski-Keitele avrinner till Ala-Keitele. Ala-Keitele avrinner genom Häränvirta och den lilla sjön Äänejärvi (öster om Äänekoski centrum) till sjön Kuhnamo. Här i den mellersta delen av sjön möts Viitasaaristråten från Keitele och Saarijärvistråten för vidare avrinning mot Päijänne. Den södra delen av Kuhnamo binds samman med Ala-Keitele genom Paatela kanal.

## Vattenkvalitet
Keitele är en karg sjö med klart och rent vatten. Mängden humus är liten i sjövattnet. Vattenkvaliteten är utmärkt, förutom vid några vikar i Ala- resp. Ylä-Keitele där kvaliteten endast är god .